# Universiteit voor Humanistiek

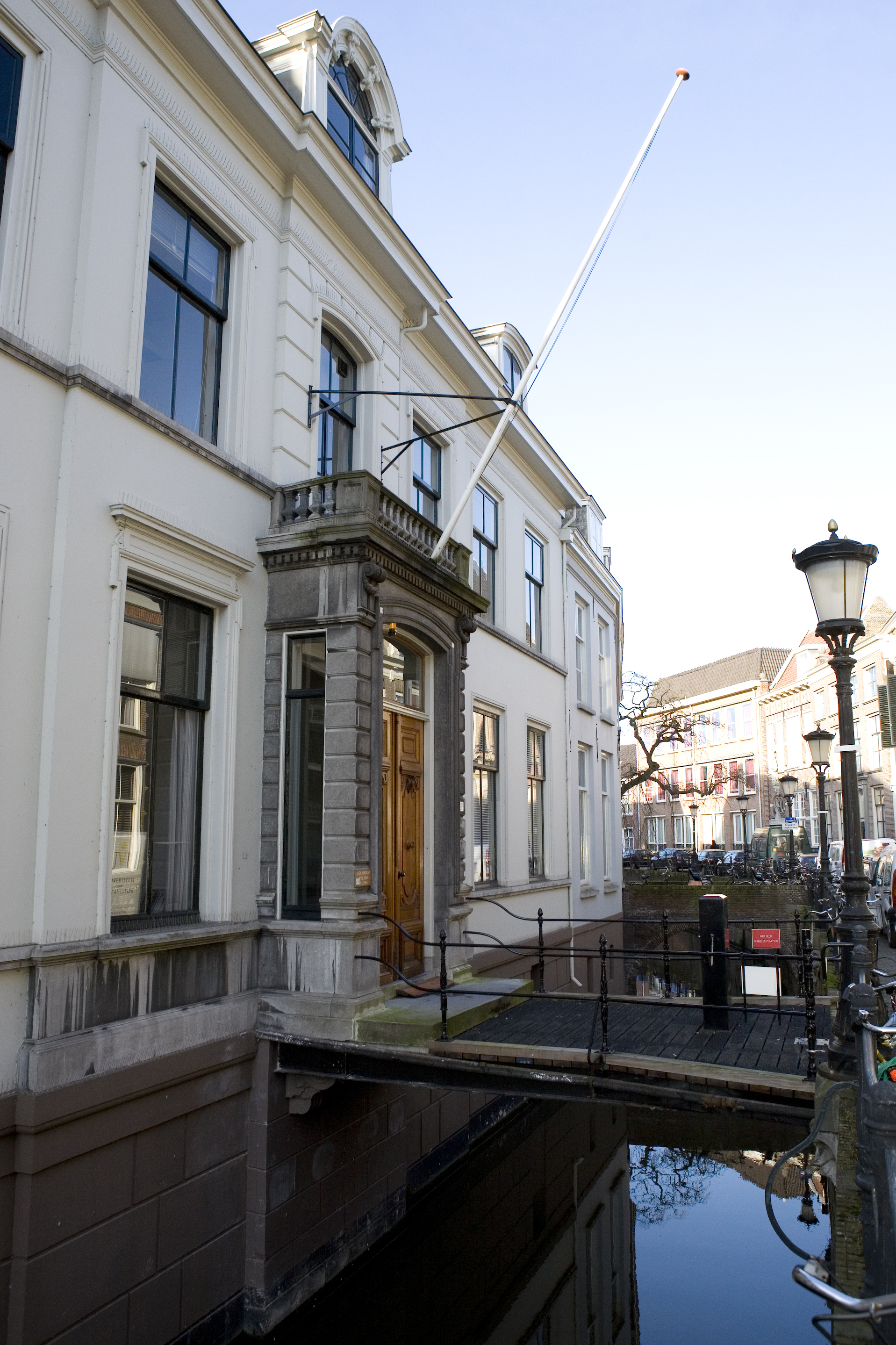
De Universiteit voor Humanistiek in de Utrechtse binnenstad.

De Universiteit voor Humanistiek (UvH) is een Nederlandse bijzondere universiteit op levensbeschouwelijke grondslag in Utrecht.

## Geschiedenis
In 1962 startte het Humanistisch Verbond een opleiding voor geestelijk raadslieden in de strijdkrachten. Twee jaar later werd het Humanistisch Opleidings Instituut (HOI) opgericht, dat aanvankelijk een tweejarige opleiding, later een vierjarige opleiding verzorgde. Het was een hogere beroepsopleiding die bij afronding een tweedegraads bevoegdheid voor humanistisch vormingsonderwijs (HVO) opleverde. Deze opleiding werd door de ministers van Defensie en Justitie erkend.
In mei 1986 richtte het Humanistisch Verbond een instituut voor wetenschappelijk onderwijs en onderzoek op; voor dit instituut werd al spoedig de naam Universiteit voor Humanistiek vastgelegd. Een opleiding op wetenschappelijk niveau werd noodzakelijk geacht vanuit maatschappelijke ontwikkelingen en de hoge eisen die aan de geestelijk werkers werden gesteld. Ook zou de beoogde universiteit beter in staat zijn om, door middel van wetenschappelijk onderzoek, de theoretische basis voor het geestelijk werk verder te ontwikkelen.
In januari 1989 werd het principebesluit tot aanwijzing van de UvH als bijzondere universiteit door de minister van Onderwijs en Wetenschappen aan de Tweede Kamer voorgelegd. In juli 1991 werd deze aanwijzing van de UvH een feit.
De universiteit wordt grotendeels bekostigd door het Rijk. De opleiding heeft het karakter van een wetenschappelijke beroepsopleiding, vergelijkbaar met de door theologische universiteiten verzorgde kerkelijke opleidingen.
In de zomer 2009 is de UvH verhuisd van twee locaties op de Drift en de Van Asch van Wijckskade naar een historisch pand aan de Kromme Nieuwegracht in de binnenstad van Utrecht.
In fases vanaf 2012 verhuisde de vakgroep zorgethiek van Tilburg University naar de UvH.

## Eredoctoraten
- 1999 - Rudi van den Hoofdakker (ook bekend als de dichter Rutger Kopland)
- 1999 - Martha Nussbaum, een Amerikaanse classica en filosofe, hoogleraar ethiek en rechtsfilosofie aan de Universiteit van Chicago
- 2004 - Seyla Benhabib (Istanbul 1950) is Professor of Political Science and Philosophy aan Yale University
- 2004 - Otto D. Duintjer was van 1970 tot 1987 hoogleraar Kennisleer en Metafysica aan de Universiteit van Amsterdam; vanaf 1987 tot aan zijn emeritaat in 1997 had hij de opdracht Filosofie en Spiritualiteit aan dezelfde universiteit.
- 2009 - Sarah Blaffer Hrdy, cultureel antropologe
- 2009 - Patricia De Martelaere, Vlaams filosoof en schrijfster
- 2009 - Frans de Waal, bioloog, gespecialiseerd in de primatologie en de ethologie
- 2014 - Amartya Sen, filosoof en econoom aan de Harvard University
- 2014 - Joan Tronto, politicologe aan de University van Minnesota, vooral bekend om haar theorie van de zorgethiek
- 2014 - Carol Ryff, psychologe aan University of Wisconsin, ontwikkelde een eigen concept van 'well-being'
- 2018 - George Fitchett, professor en hoofd van de onderzoeksafdeling geestelijke verzorging van Rush University in Chicago
- 2018 - Philip Kitcher, John Dewey Professor of Philosophy aan de Columbia University in New York
- 2018 - Hartmut Rosa, professor aan de Friedrich Schiller Universiteit van Jena en directeur van het gerenommeerde Max-Weber-Kolleg van de Universiteit van Erfurt
- 2024 - Sheila Sitalsing, journalist, columnist en schrijver.

## Bekende alumni en medewerkers
Een aantal bekende personen is alumnus en/of (voormalig) medewerker van de UvH:
- Hans Alma, psychologe
- Harry Kunneman, filosoof en socioloog
- Joep Dohmen, filosoof
- Hans Gerding, filosoof en parapsycholoog
- Amanda Kluveld, historica en columniste
- Carlo Leget, theoloog, medisch ethicus en zorgethicus
- Gerty Lensvelt-Mulders, methodoloog
- Evelien Tonkens, sociologe
- Nasr Abu Zayd, islamdeskundige